# Kamala Das Gupta
  Kamala Das Gupta  (bengalí: কমলা দাশগুপ্ত)  (11 de març de 1907 - Calcuta, 19 de juliol de 2000) va ser una activista del Moviment d'independència de l'Índia.

## Biografia
Das Gupta va néixer el 1907, en una família Vaidya de Bikrampur a Dhaka, ara a Bangladesh; la família es va traslladar més tard a Calcuta, on va obtenir un màster en història al Bethune College, a la Universitat de Calcuta.
A la universitat va començar el seu activisme per la llibertat. Va intentar deixar els seus estudis i entrar a l'ashram Sabarmati de Mohandas Karamchand Gandhi, però els seus pares ho van desaprovar. En acabar la seva educació, es va fer amiga d'alguns membres del partit extremista Jugantar, i ràpidament es va convertir del seu gandhisme original a l'elecció per la resistència armada.
L'any 1930 va marxar de casa i va iniciar una feina com a gerent d'un alberg per a dones pobres. Allà emmagatzemava i enviava bombes i materials per a la fabricació de bombes als revolucionaris. Va ser arrestada diverses vegades en relació amb els atemptats, però cada vegada va ser alliberada per falta de proves. Va subministrar a Bina Das el revòlver que va utilitzar per intentar disparar al governador Stanley Jackson el febrer de 1922 i també va ser arrestada en aquella ocasió, però alliberada. Els britànics la van empresonar i el 1936 va ser posada en llibertat i sota arrest domiciliari. El 1938 el Partit Jugantar es va alinear amb el Congrés Nacional Indi, i Kamala també va prestar lleialtat al partit més gran. Des d'aleshores es va involucrar en treballs de voluntariat, especialment d'ajuda als refugiats birmans de 1942 i 1943 i entre 1946 i 1947 amb les víctimes dels disturbis comunals.
Va treballar per a la formació professional de dones al Congrés Mahila Shilpa Kendra i al Dakshineshwar Nari Swabalambi Sadan. Va dirigir durant molts anys la revista femenina Mandira. Va ser autora de dos llibres de memòries en bengalí.

## Traduccions al català
Parlo tres llengües, escric en dues, somio en una. Antologia traduïda al català per Gemma Gorga. Ed. bilingüe. (Godall Edicions 2023).